# 兄弟仁義 逆縁の盃
『兄弟仁義 逆縁の盃』（きょうだいじんぎ ぎゃくえんのさかずき）は、1968年8月27日に公開された日本の映画。90分。監督は鈴木則文、主演は北島三郎。製作は東映。菅原文太と北島三郎が初共演した映画作品でもある。

## スタッフ
- 監督：鈴木則文
- 企画：俊藤浩滋、橋本慶一、西川幸男
- 脚本：笠原和夫、梅林喜久生
- 撮影：吉田貞次
- 美術：富田治郎
- 音楽：菊池俊輔
- 録音：東城絹児郎
- 証明：金子凱美
- 編集：神田忠男
- スチール：杉本昭三

## 出演
- 小島松男：北島三郎
- 中井信吾：菅原文太
- 戸塚房子：桜町弘子
- お光：宮園純子
- 鶴見太平：遠藤辰雄
- 鉄：山岡徹也
- 大倉康弘：小田部通麿
- 滝沢：中村錦司
- 君江：時美沙
- 勘蔵：天津敏
- 滝沢：中村錦司
- 学生：鈴木金哉
- 銀八：佐藤晟也
- 洋三：阿波地大輔
- 蛸常：志賀勝
- 熊井猛：林彰太郎
- 弥吉：河村満和
- ほとけの参太：川谷拓三
- のろまの亀：秋山賢
- 安治：宮城幸正
- 為五郎：高並功
- 石島良平：唐沢民賢
- 恩田伊佐吉：前川良三
- 古川徳蔵：関根永二郎
- 杉山千吉：疋田圀男
- お楽：丸平峰子
- おちか：星野美恵子
- 交番の巡査：川浪公次郎
- 田島吉五郎：那須伸太朗
- 岡谷幸吉：矢奈木邦二郎
- 周旋屋：浪花五郎
- 岩井泰造：金子信雄
- おゆき：三益愛子（東宝）
- 巽義一郎：大木実
- 相川寅次郎：若山富三郎

## 同時上映
『㊙トルコ風呂』
- 主演：大原麗子／監督：村山新治